# Винтовка Веттерли
Винтовка Веттерли — швейцарская магазинная винтовка, разработанная Ф. Веттерли в 1867 — 1868 годах и принятая на вооружение швейцарской армии в 1869 году. Считается первой европейской магазинной винтовкой, принятой на вооружение. Использовалась швейцарской армией вплоть до замены на более совершенную винтовку Schmidt-Rubin M1889 в 1889 году.

## Принцип действия
Винтовка Веттерли по способу заряжания схожа с американской винтовкой Винчестера: патроны снаряжаются в подствольный магазин через боковое окошко по одному. При повороте рукоятки взводится ударник, при отводе затвора назад подаватель извлекает из магазина патрон, а при движении затвора вперед патрон досылается в патронник. Стреляная гильза выбрасывается при помощи длинного тонкого выбрасывателя. Скользящий цилиндрический затвор снабжен двумя боевыми выступами для сцепления со ствольной коробкой, рукояткой и винтовым скосом для взведения. Боевая пружина находится в задней части затвора, снаружи прикрывается трубкой и закрепляется с торца гайкой. Пружина воздействует на перекрестье ударника. При поворачивании рукояти винтовые скосы давят на перекрестье и взводят ударник. От спускового крючка к ударнику проходит вертикальный движок; спуск ровный и мягкий. Выбрасыватель пружинный, длинный, пластичный, укреплен на затворе.

## Технические характеристики

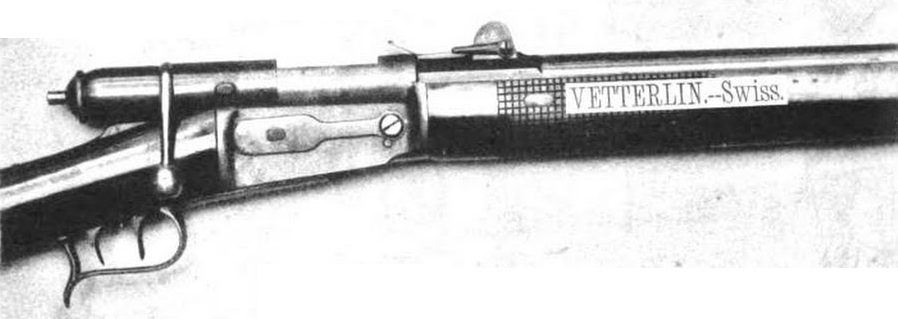
Казённая часть винтовки обр. 1868 года

В винтовке применялся мощный патрон калибра 10,4 мм под дымный порох (.41 Swiss). Гильза бутылочной формы, с фланцем кольцевого воспламенения. Пуля свинцовая (99,5 % свинца, 0,5 % сурьмы), с поясками для осалки. Масса пули — 20,4 г, масса заряда чёрного пороха — 3,75 г. Начальная скорость пули достигала 437 м/с, в лучших партиях патронов — 440 м/с. Подствольный магазин вмещал в себя 11 патронов, ещё 1 патрон хранился в патроннике и один — в подавателе.
Для своего времени винтовка Веттерли отличалась феноменальной скорострельностью: до 30 выстрелов в минуту (для сравнения — у принятой в российской армии тех лет на вооружение однозарядной винтовки Бердана № 2 образца 1870 г. скорострельность достигала лишь 6—8 выстрелов в минуту). Также до 1881 года к винтовке прилагался игольчатый штык для рукопашного боя, после сменённый на штык-тесак.
Исходная модель образца 1868 года. Несколько винтовок было закуплено Службой вооружения Армии США для испытаний. По результатам сравнительных испытаний винтовка Веттерли показала один из лучших результатов по кучности боя.
Главным недостатком оригинальной винтовки Веттерли являлась высокая сложность изготовления. Всего было выпущено около 37 тысяч винтовок Веттерли с подствольным магазином.
Последней швейцарской модификацией стала винтовка Веттерли образца 1881 года.

## Однозарядная итальянская винтовка Веттерли обр 1870 г.
В 1870 году Ф. Веттерли принимает заказ итальянской армии. Новая винтовка должна была быть: казнозарядной, малокалиберной, и в то же время однозарядной. После упрощения винтовка хоть и потеряла преимущество в многозарядности и скорострельности, однако стала значительно легче и проще в эксплуатации. В 1872 году итальянцы приняли на вооружение две модификации винтовки Веттерли: пехотную винтовку и более короткий кавалерийский карабин. Длина последнего, называвшегося «мушкетон Веттерли», составляла 928 мм, а вес 2,95 кг. Калибр, пуля, пороховой заряд у патрона были аналогичными швейцарской винтовке, однако итальянский патрон имел капсюль центрального воспламенения, которого не было у оригинального швейцарского образца.
Со временем дымный порох был заменён на бездымный, что серьёзно улучшило характеристики. Свинцовая пуля получила латунную оболочку.
Однозарядная винтовка Веттерли использовалась в итальянской армии вплоть до конца 80-х годов XIX века.

## Винтовка Веттерли-Витали обр 1870/1887 гг.
В 1887 году винтовка Веттерли благодаря конструктору Витали претерпела серьёзное улучшение и вновь превратилась в магазинную. Она получила срединный магазин на четыре патрона, которые заряжались с помощью жестяной обоймы. Обойма имела деревянную планку. К верхней части обоймы была прикреплена веревочка, за которую она вытягивалась из магазина. Итальянская винтовка вновь оказалась гораздо дешевле и легче оригинальной швейцарской винтовки.
До замены на винтовку Carcano M1891 винтовка Веттерли-Витали была основным оружием итальянской армии. В Первую мировую войну была переделана под патрон 6,5 × 52 мм Манлихер-Каркано. Новый образец получил название Modello 1870/1887/15.
Небольшое количество этих винтовок было закуплено в Первую мировую войну для вооружения тыловых и учебных частей российской армии из-за нехватки оружия.
13 000 винтовок Веттерли и Веттерли-Витали было доставлено в республиканскую Испанию во время гражданской войны в Испании.